# Thermolabilité
La thermolabilité est la propriété d'une substance à être détruite, décomposée ou à changer de propriétés lorsqu'elle subit une élévation de température.

## Principe
Cela concerne surtout des protéines complexes (toxines et autres) qui, sous l'effet de la température, perdent leur configuration tridimensionnelle et les propriétés qui y sont liées.
Entre autres exemples, on peut citer la toxine botulique ou celle contenue dans le venin de guêpe, la vitamine B9…
Les protéines enzymatiques sont thermolabiles, contrairement aux coenzymes qui sont thermostables.

## Utilisation possible mais contestable
Cette propriété peut être utilisée en  plongeant la zone du corps affectée dans de l'eau très chaude, même salée ou sous le sable en cas de piqûre de certains poissons toxiques comme les vives.
Mais cette « désactivation de venins » par chauffage après des piqûres d'animaux, très populaire auprès du grand public, est cependant souvent illusoire, car l'épiderme est un excellent isolant. Ainsi d'après les Dr  Régis Bedry et Dominique Ha, « L'idée de la dénaturation du venin par la chaleur est certes séduisante [...], mais il est peu probable que la température cutanée augmente effectivement à plus de 50 °C ».
Par ailleurs, les températures nécessaires à une dénaturation de certaines toxines (c'est-à-dire au-dessus de 60 voire 80 °C), si elles étaient atteintes, seraient généralement plus dangereuses que salvatrices, provoquant une brûlure du troisième degré et donc la destruction des tissus cutanés, avec des dégâts irréversibles.
Cette technique, risquant donc principalement d'aggraver la blessure, est généralement déconseillée.